# ريس إيفانز (لاعب دوري الرغبي)
ريس إيفانز (بالإنجليزية: Rhys Evans)‏ هو لاعب دوري الرغبي بريطاني، ولد في 30 أكتوبر 1992 في بريدجند ‏ في المملكة المتحدة.